# Dolophilodes shurabica
Dolophilodes shurabica is een fossiele soort schietmot uit de familie Philopotamidae.